# Kanton Séméac
Kanton Séméac (francouzsky Canton de Séméac) je francouzský kanton v departementu Hautes-Pyrénées v regionu Midi-Pyrénées. Tvoří ho 10 obcí.

## Obce kantonu
- Allier
- Angos
- Barbazan-Debat
- Bernac-Debat
- Bernac-Dessus
- Montignac
- Salles-Adour
- Sarrouilles
- Séméac
- Vielle-Adour